# Искендеров, Адиль Рза оглы
Ади́ль Рза оглы Искенде́ров (азерб. Adil Rza oğlu İsgəndərov; 5 мая 1910, Елизаветполь, Кавказское наместничество — 18 сентября 1978, Баку) — советский азербайджанский режиссёр, актёр театра и кино, педагог. Народный артист СССР (1959). Лауреат Сталинской премии второй степени (1948).

## Биография
Адиль Искендеров родился 10 марта 1912 года (по другим источникам — 10 октября, или 5 мая 1910 года, или 10 мая 1910 года) в Елизаветполе (ныне Гянджа, Азербайджан) в бекской семье.
Участвовал в драматическом кружке Рабочего клуба в Гяндже.
В 1931 году окончил Бакинский театральный техникум (ныне Азербайджанский государственный университет культуры и искусств). В студенческие годы ставил спектакли и играл в них. В 1936 году окончил ГИТИС им. А.В. Луначарского. В 1932—1936 годах — режиссёр-практикант Театра им. Е.Б. Вахтангова (Москва).
С 1936 года — режиссёр, с 1938 по 1960 — главный режиссёр, художественный руководитель (с 1954 — директор) Азербайджанского драматического театра им. М. Азизбекова (Баку).
Снимался в кино. Работал режиссёром на киностудии «Азербайджанфильм», в 1966—1974 годах — директор киностудии.
С 1937 года вёл педагогическую работу в Бакинском театральном техникуме (с 1945 года — Азербайджанский театральный институт имени М. А. Алиева) (с 1956 года — профессор).
Член ВКП(б) с 1940 года. Депутат Верховного Совета Азербайджанской ССР 4—5 созывов.
Адиль Искендеров умер 18 сентября 1978 года в Баку. Похоронен на Аллее почётного захоронения.

## Награды и звания
- Заслуженный деятель искусств Азербайджанской ССР (1938)
- Народный артист Азербайджанской ССР (1943)
- Народный артист СССР (1959)
- Сталинская премия второй степени (1948) — за постановку спектакля «Утро Востока» Э. Г. Мамедханлы
- Орден Ленина (1949)
- Орден Трудового Красного Знамени (25 февраля 1946)
- Орден «Знак Почёта» (17.04.1938) — за выдающиеся заслуги в деле развития азербайджанского оперного искусства, азербайджанской музыки, песни и танцев[3]
- 2 ордена
- Медаль «За доблестный труд в Великой Отечественной войне 1941—1945 гг.»
- Медали.

## Театральные постановки

### Азербайджанский драматический театр им. М. Азизбекова
- 1936 — «Платон Кречет» А. Е. Корнейчука
- 1937 — «Жизнь» («Хаят») М. А. Ибрагимова
- 1938 — «Вагиф» С. Вургуна
- 1940 — «Айдын» Д. К. Джаббарлы
- 1941 — «Фархад и Ширин» С. Вургуна
- 1941 — «Счастливцы» С. Рахмана
- 1947 — «В 1905 году» Д. К. Джаббарлы
- 1948 — «Утро Востока» Э. Г. Мамедханлы
- 1949 — «Шейх Санан» Г. Джавида
- 1949 — «Отелло» У. Шекспира
- 1952 — «Честь» («Намус») А. М. Ширванзаде
- 1953 — «Рассказ о Турции» Н. Хикмета
- 1957 — «Джаваншир» М. Гусейна
- 1958 — «Бухта Ильича» Д. Г. Меджнунбекова.

### Азербайджанский театр оперы и балета им. М.Ф. Ахундова
- 1937 — «Шахсенем» Р. М. Глиэра.

### Азербайджанский театр юного зрителя им. М. Горького
- 1939 — «Партизан Мамед» (совм. с С. Рахманом).

### Азербайджанский государственный русский драматический театр имени Самеда Вургуна
- 1956 — «Вагиф» С. Вургуна.

### Азербайджанский театр музыкальной комедии
- 1971 — «В объятиях гор» (совм. с А. Д. Аббасовым).

## Фильмография

Мемориальная доска на стене дома в Баку, в котором жил Адиль Искендеров в 1938—1978 гг.

### Режиссёрские работы
- 1963 — Где Ахмед?

### Актёрские работы
- 1931 — «Кровь земли» — эпизод
- 1956 — «Не та, так эта» — Кочи
- 1956 — «Чёрные скалы» — Халилов
- 1957 — «Двое из одного квартала» — председатель суда
- 1958 — «На дальних берегах» — Росселини
- 1961 — «Лейли и Меджнун» («Сказание о любви») — купец
- 1962 — «Я буду танцевать» — директор клуба
- 1963 — «Ромео, мой сосед» — Кулиев
- 1964 — «Скованный цепью» (короткометражный) — Никандро
- 1965 — «Двадцать шесть бакинских комиссаров» — Хачатуров
- 1968 — «Именем закона» — Кямилов
- 1970 — «Звёзды не гаснут» — Насиб-бек
- 1971 — «Последний перевал» — Кербалаи Исмаил[азерб.]
- 1974 — «Тысяча первая гастроль» — Аликафар
- 1976 — «Дервиш взрывает Париж» — Гатамхан-ага
- 1977 — «Ветер в лицо» — Фарман
- 1977 — «Удар в спину» — Дадашлы
- 1978 — «Любовь моя, печаль моя» — старший мастер.